# Państwowe Gimnazjum Żeńskie im. Królowej Wandy w Krakowie

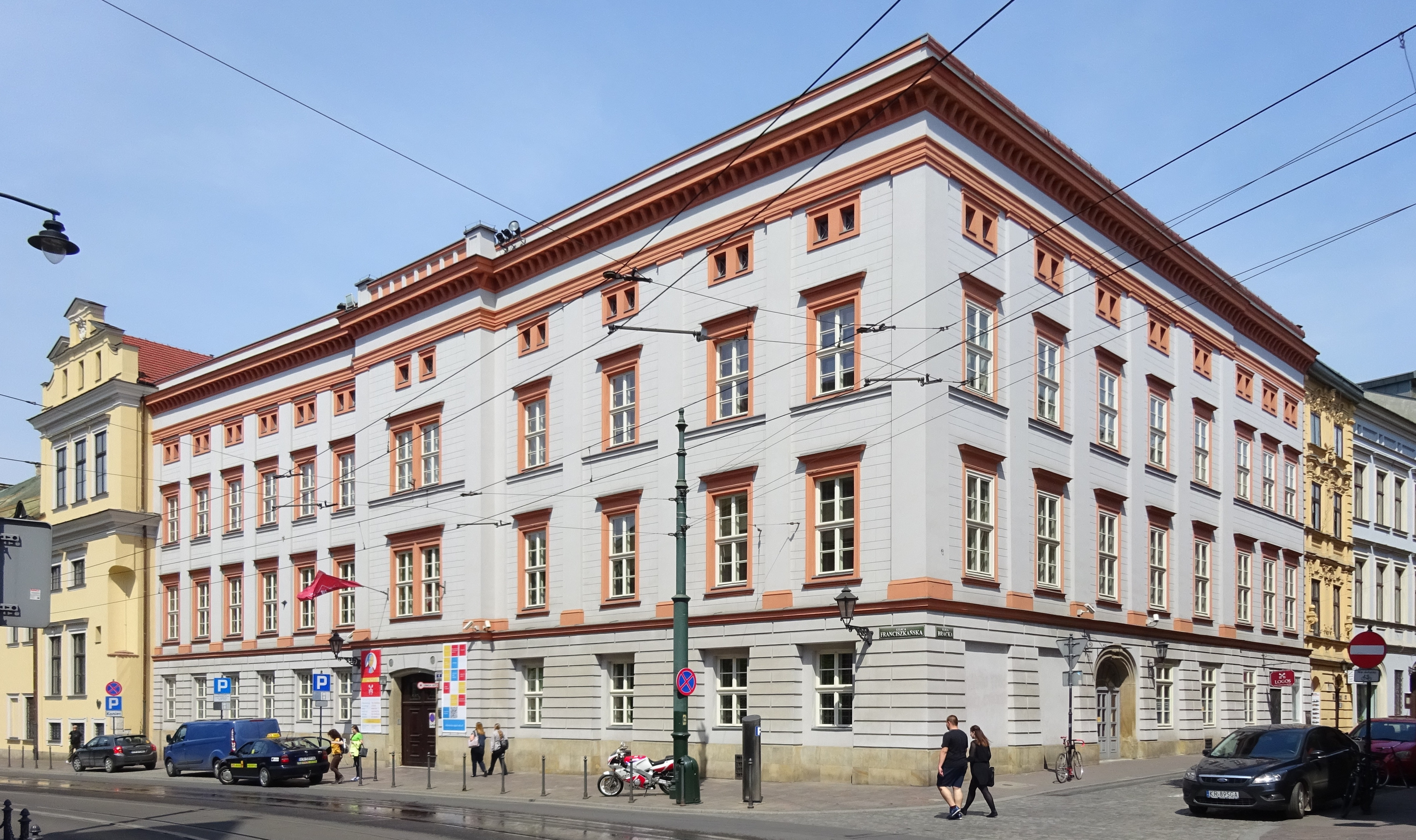
Pałac Sanguszków, siedziba szkoły

Państwowe Gimnazjum Żeńskie im. Królowej Wandy w Krakowie – publiczna szkoła średnia działająca w Krakowie w latach 1905–1962.

## Historia
Szkoła powstała w 1905 r. w Krakowie jako Zakład Naukowo-Wychowawczy Heleny Strażyńskiej i działała w pałacu Sanguszków przy ul. Franciszkańskiej 1.
W czasie I wojny światowej szkołę pod nazwą Gimnazjum Żeńskie przejęło nauczycielskie małżeństwo – Maria i Józef Lewiccy. Po odzyskaniu niepodległości działało jako Państwowe Gimnazjum Żeńskie nr X im. Królowej Wandy najpierw w budynku przy Franciszkańskiej 1, a od 1935 r. w nowo wybudowanym budynku przy ulicy Oleandry 8. Zarządzeniem Ministra Wyznań Religijnych i Oświecenia Publicznego z 1937 zostało utworzone „X Państwowe Liceum i Gimnazjum im. Królowej Wandy w Krakowie” (państwowa szkoła średnia ogólnokształcąca, złożona z czteroletniego gimnazjum i dwuletniego liceum), po wejściu w życie tzw. reformy jędrzejewiczowskiej szkoła miała charakter żeński, a wydział liceum ogólnokształcącego był prowadzony w typie humanistycznym.
W czasie okupacji niemieckiej budynek został przeznaczony na szkołę dla młodzieży niemieckiej. Od 1945 r. w budynku działało w dalszym ciągu gimnazjum żeńskie kierowane przez przedwojenną dyrektor Józefę Berggruen. W 1949 r. gimnazjum zostało usunięte ze swego budynku i działało w lokalu przy ul. Podbrzezie 10 jako Liceum Ogólnokształcące nr VIII, aż do 1962 r., kiedy nastąpiła faktyczna likwidacja szkoły poprzez połączenie jej z Liceum Ogólnokształcącym nr XI na ul. Grzegórzeckiej z zachowaniem numeru VIII.

## Absolwentki
- Helena Wereszycka